# Лунцер, Алоис
Алоис Лунцер (Alois Lunzer; 1840 — ?) — художник австрийского происхождения. Эмигрировал в Америку, где осел в Филадельфии. Известен работами в жанре ботанической иллюстрации.
В Америке сотрудничал с ботаником Томасом Миханом (англ. Thomas Meehan). Принял участие в иллюстрировании книги «The native flowers and ferns of the United States in their botanical, horticultural, and popular aspects», изданной в 1879 году, при участии пионера цветной печати в США Луи Пранга.
| |  |
| Иллюстрации из книги «The native flowers and ferns of the United States»: Calla palustris, Pleopeltis polypodioides. |  |

## Работы
- The Native Flowers and Ferns of the United States.